# Vinorodna dežela
Vinoródna dežêla je strokovni izraz, ki pomeni geografsko omejeno območje, v katerem se goji vinska trta in prideluje vino. Zamejitev vinorodnih dežel (posredno pa tudi organoleptične lastnosti vin) pogojujejo geološki, geografski, reliefni in podnebni pogoji pa tudi vinogradniška tradicija s svojim izborom gojenih sort in pridelovalnimi postopki. Nov vinski zakon je prinesel novo rajonizacijo ali razdelitev pa tudi novo poimenovanje slovenskih vinorodnih območij. Po novem je Slovenija razdeljena na 3 vinorodne dežele, ki se nadalje delijo na 9 vinorodnih okolišev, le-ti pa nadalje na podokoliše, ožje okoliše, vinorodne kraje in vinorodne lege.
Poznavanje rajonizacije je pomembno zaradi pravilnega označevanja vin - kakovostna vina morajo biti označena z nazivom vinorodnega okoliša, vrhunska lahko nosijo še naziv podokoliša oziroma ožjega okoliša znotraj le-tega, medtem ko lahko vrhunska vina s predikati poleg naštetega nosijo še oznako vinorodnega kraja oziroma vinorodne lege (te se nahajajo v posebnem seznamu vinorodnih leg).

## Rajonizacija slovenskih vinorodnih območij
(v oklepajih so navedena starejša poimenovanja)
- Vinorodna dežela Primorska (Primorski vinorodni rajon) 
  - Vinorodni okoliš Goriška Brda (Briški vinorodni okoliš)
  - Vinorodni okoliš Vipavska dolina (Vipavski vinorodni okoliš)
    - vinorodni podokoliš Zgornja Vipavska dolina
    - vinorodni podokoliš Spodnja Vipavska dolina

  - Vinorodni okoliš Kras (Kraški vinorodni okoliš)
    - vinorodni podokoliš Kraška planota
    - vinorodni podokoliš Vrhe

  - Vinorodni okoliš Slovenska Istra (Koprski vinorodni okoliš)
    - vinorodni podokoliš Priobalni pas
    - vinorodni podokoliš Šavrinsko gričevje
- Vinorodna dežela Posavje (Posavski vinorodni rajon) 
  - Vinorodni okoliš Dolenjska (Dolenjski vinorodni okoliš)
    - vinorodni podokoliš Krško
    - vinorodni podokoliš Gorjanci
    - vinorodni podokoliš Novo mesto
    - vinorodni podokoliš Trebnje-Krmelj

  - Vinorodni okoliš Bela krajina (Belokranjski vinorodni okoliš)
    - vinorodni podokoliš Metlika
    - vinorodni podokoliš Črnomelj
    - vinorodni podokoliš Semič

  - Vinorodni okoliš Bizeljsko-Sremič
    - vinorodni podokoliš Bizeljsko
    - vinorodni podokoliš Sremič
    - vinorodni kraj Kapele
- Vinorodna dežela Podravje (Podravski vinorodni rajon)
  - Prekmurski vinorodni okoliš (Vinorodni okoliš Prekmurske gorice)
    - Vinorodni podokoliš Lendava
    - Vinorodni podokoliš Goričko
    - Vinorodni podokoliš Strehovsko-Dobrovniško-Kobiljske gorice

  - Vinorodni okoliš Štajerska Slovenija
    - Vinorodni podokoliš Maribor
    - Vinorodni podokoliš Radgona-Kapela (Vinorodni okoliš Radgonsko-kapelske gorice)
    - Vinorodni podokoliš Srednje Slovenske gorice
    - Vinorodni podokoliš Ljutomer-Ormož (Vinorodni okoliš Ljutomersko-ormoške gorice)
    - Vinorodni podokoliš Haloze (Vinorodni okoliš Haloze z obrobnim pogorjem)
    - Vinorodni podokoliš Šmarje-Virštanj